# Фішер фон Вальдхайм
Йоганн Ґоттгельф Фішер фон Вальдгайм[джерело?], Й. Ґ. Фішер фон Вальдхайм (нім. Johann Gotthelf Fischer von Waldheim, рос. Григорий Иванович Фишер фон Вальдгейм або Фишер фон Вальдхайм; 13 жовтня 1771 — 18 жовтня 1853) — німецький ентомолог, анатом, палеонтолог, зоолог. Був професором натуральної історії університету в Майнці, а пізніше таку ж посаду отримав у Москві. Переважно займався класифікацією безхребетних; у результаті він написав працю Entomographie de la Russie, Moskau 1820—1851.

## Наукові праці
- Versuch über die Schwimmblase der Fische, Leipzig 1795
- Memoire pour servir d'introduction à un ouvrage sur la respiration des animaux, Paris 1798
- Naturhistorische Fragmente, Francfort-sur-le-Main 1801
- Das Nationalmuseum der Naturgeschichte zu Paris, 1802
- Vorlesungen über vergleichende Anatomie, traduction en allemand des cours de Georges Cuviers, Brunswick 1801—1802
- Anatomie der Maki und der ihnen verwandten Thiere, Francfort-sur-le-Main 1804
- Muséum d'Histoire naturelle de l'université impériale de Moscou, 1806
- Notices sur les fossiles de Moscou, 1809—1811
- Notices d'un animal fossile de Sibérie, 1811
- Entomographie de la Russie, Moscou 1820—1851